# Gilgamesh (album)
Gilgamesh is het eerste album van de Britse progressieve rockband Gilgamesh.
De muziek is een jazzy variant van rock. Het album is wat minder opvallend dan andere albums / andere groepen uit de Canterbury-scene in die tijd.

## Tracklist
1. "One End More" — 10:20
  1. "One End More"
  2. "Phil's Little Dance - for Phil Miller's Trousers"
  3. "World's of Zin"
2. "Lady and Friend" — 3:44
3. "Notwithstanding" — 4:45
4. "Arriving Twice" — 1:36
5. "Island of Rhodes" — 6:39
  1. "Island of Rhodes"
  2. "Paper Boat - for Doris"
  3. "As If Your Eyes were Open"
6. "For Absent Friends" — 1:11
7. "We are All" — 7:48
  1. "We are All"
  2. "Someone Else's Food"
  3. "Jamo and Other Boating Disasters - From the Holiday of the Same Name"
8. "Just C" — 0:45

## Bezetting
- Jeff Clyne (bas)
- Phil Lee (gitaar)
- Michael Travis (drums)
- Alan Gowen (piano en elektrische piano, klavinet, synthesizer, mellotron)